# Olivet (Nova Jersey)
Olivet és una concentració de població designada pel cens dels Estats Units a l'estat de Nova Jersey. Segons el cens del 2000 tenia 1.420 habitants.

## Demografia
Segons el cens del 2000, Olivet tenia 1.420 habitants, 460 habitatges, i 419 famílies. La densitat de població era de 220,2 habitants/km².
Dels 460 habitatges en un 51,1% hi vivien nens de menys de 18 anys, en un 80,9% hi vivien parelles casades, en un 7,2% dones solteres, i en un 8,7% no eren unitats familiars. En el 7% dels habitatges hi vivien persones soles l'1,5% de les quals corresponia a persones de 65 anys o més que vivien soles. El nombre mitjà de persones vivint en cada habitatge era de 3,09 i el nombre mitjà de persones que vivien en cada família era de 3,23.
Per edats la població es repartia de la següent manera: un 30,4% tenia menys de 18 anys, un 7,4% entre 18 i 24, un 26,5% entre 25 i 44, un 29,8% de 45 a 60 i un 5,9% 65 anys o més.
L'edat mediana era de 39 anys. Per cada 100 dones de 18 o més anys hi havia 97,2 homes.
La renda mediana per habitatge era de 71.893 $ i la renda mediana per família de 74.000 $. Els homes tenien una renda mediana de 52.016 $ mentre que les dones 28.641 $. La renda per capita de la població era de 28.981 $. Aproximadament el 2,5% de les famílies i el 3,7% de la població estaven per davall del llindar de pobresa.

## Poblacions més properes
El següent diagrama mostra les poblacions més properes.